# Зигфрид фон Фейхтванген
Зи́гфрид фон Фейхтва́нген (нем. Siegfried von Feuchtwangen; до 1273 — 5 марта 1311, Замок Мариенбург) — 15-й великий магистр Тевтонского ордена с 1303 по 1311 год.

## Биография
Родился в Фойхтвангене, в Средней Франконии. Представитель того же рода, что и 13-й великий магистр Конрад фон Фейхтванген.
О вступлении Зигфрида в Орден ничего не известно, также остаются тайной первые годы его службы. Первое упоминание о нём относится только к 1298 году, когда он уже занимал должность ландмейстера Ордена в Германии и комтура Вены.
В 1303 году, после отставки генеральным капитулом Готфрида фон Гогенлоэ, Зигфрид был избран великим магистром. После падения в 1291 году последней христианской твердыни в Святой Земле — Акры, бывшей с 1271 года резиденцией тевтонских рыцарей, Орден был переведён в Европу и был на грани раздора. После своего избрания великим магистром Зигфрид фон Фейхтванген сразу же направился в новую «столицу» Ордена Венецию. В 1307 году подвергся репрессиям Орден Храма, что также не способствовало улучшению стабильности среди крестоносцев. Считается, что Зигфрид был зависим от орденского капитула, однако фактически он находился под влиянием только ландмейстеров Ордена в Пруссии Конрада Закса и Генриха Плоцке.
В 1308 году по просьбе князя куявского, а после короля польского Владислава Локотка тевтонцы захватили контролируемый Бранденбургом Данциг. Владислав отказался выплатить Ордену обещанную сумму в качестве компенсации за город, в результате чего крестоносцы отказались возвратить город Польше. В 1309 году между Орденом и Бранденбургом был заключён Сольдинский договор, по которому крестоносцы получили почти всю Померелию с Данцигом за 10 000 марок серебра. С этого времени Орден стал главным врагом Польши.
Из-за нестабильной ситуации в Европе, в 1309 году Орден был переведён в Пруссию. Новой столицей тевтонцев стал Мариенбург (с пол. — «Мальборк»). Уже в Пруссии была проведена реформа управления Орденом, был принят так называемый «Закон 40 статей» (нем. 40-Artikel-Gesetz).
Зигфрид фон Фейхтванген скончался 5 марта 1311 года в Мариенбурге. Похоронен в соборной церкви св. Троицы в Кульмензе.

## Память
- Бронзовый памятник в Мальборке.
- Мраморный бюст в Берлине.
- Скульптура на Фридландских воротах в Калининграде.

|  |                                                  |  |  |
|  | Герб великого магистра Зигфрида фон Фейхтвангена |  |  |